# Kari Heikkilä
Kari Heikkilä (ur. 10 stycznia 1960 w Kangasala) – fiński hokeista. Trener hokejowy.

## Kariera zawodnicza
- Ilves U20 (1978-1979)
- Calgary Wranglers (1978-1979)
- Ilves (1979-1982)
  -  Victoria Cougars (1980, 1981, 1982)
- Luleå (1983-1986)
- Ilves (1986-1989)
- HC Vita Hästen (1989-1991)
- Ilves (1991-1992)
- HC Fassa (1992-1994)

Wieloletni zawodnik klubu Ilves. W czasie kariery występował w klubach ligi fińskiej Liiga, kanadyjskiej juniorskiej lidze WHL w ramach CHL, szwedzkiej Elitserien oraz ostatnie dwa lata w lidze włoskiej.

## Kariera trenerska
- Sundsvall Hockey (1994-1996), główny trener
- Bodens IK (1996-1997), główny trener
- HPK (1997-1998), główny trener
- Sport (1998-2000), główny trener
- Kärpät (2000-2004), główny trener
- Łokomotiw Jarosław (2004-2005), główny trener
- Blues (2005-2006), główny trener
- Łokomotiw Jarosław (2007-2010), główny trener
- Mietałłurg Magnitogorsk (2010-2011), główny trener
- Reprezentacja Białorusi (2011-2012), główny trener
- Dynama Mińsk (2012), główny trener
- Nieftiechimik Niżniekamsk (2014) - konsultant trenerski, trener
- Dinamo Ryga (2015-2016), główny trener
- Ilves (2016), główny trener
- Lukko (2016-2017), główny trener
- Ilves (2017-2018), menedżer sportowy
- Saryarka Karaganda (2016-2017), główny trener

Po zakończeniu kariery został trenerem. Pracował w klubach szwedzkich, fińskich oraz rosyjskich w rozgrywkach superligi rosyjskiej, a następnie w KHL. Dwukrotnie trenował klub Łokomotiwu Jarosław: najpierw w sezonie w sezonie 2004/2005, a dwa lata później przez trzy sezony (ostatnia edycja Superligi 2007/2008 oraz dwa pierwsze sezony KHL 2008/2009 i na początku edycji 2009/2010). W sezonie KHL (2010/2011) pracował w Mietałłurgu Magnitogorsk. Od sierpnia 2011 do listopada 2012 prowadził reprezentację Białorusi, w tym na turnieju mistrzostw świata w 2012 (jego asystentami byli Alaksandr Andryjeuski i Andrej Skabiełka). W tym czasie równolegle, od kwietnia do października 2012 trenował białoruski klub Dynama Mińsk (został zwolniony po miesiącu sezonu KHL (2012/2013)). W lutym 2014 został konsultantem trenerskim w Nieftiechimiku Niżniekamsk, a następnie głównym trenerem od początku sezonu 2014/2015. Zwolniony w połowie października 2014. Od lipca 2015 trener Dinamo Ryga. Zwolniony w styczniu 2016. Potem pracował w Ilves i Lukko. W 2018 do końca września tego roku był trenerem Saryarki Karaganda.

## Sukcesy
Klubowe
- Scotty Munro Memorial Trophy: 1981 z Victoria Cougars
- Ed Chynoweth Cup - mistrzostwo WHL: 1981 z Victoria Cougars
- Brązowy mistrzostw Finlandii: 1983, 1989 z Ilves
- Awans do Elitserien: 1984 z Luleå

Szkoleniowe
- Srebrny medal mistrzostw Finlandii: 2003 z Kärpät
- Złoty medal mistrzostw Finlandii: 2004 z Kärpät
- Brązowy medal mistrzostw Rosji: 2005 z Łokomotiwem
- Srebrny medal mistrzostw Rosji: 2008, 2009 z Łokomotiwem

Wyróżnienia
- Trofeum Kaleviego Numminena - najlepszy trener sezonu SM-liiga 2003/2004
- KHL (2008/2009): Mecz Gwiazd KHL - trener asystent